# Adenia penangiana
Adenia penangiana là một loài thực vật có hoa trong họ Lạc tiên. Loài này được (Wall. ex G.Don) W.J.de Wilde mô tả khoa học đầu tiên năm 1967.